# Mnévis
Mnévis est le nom grec du taureau sacré d'Égypte antique, incarnation terrestre du dieu Rê et médiateur du dieu Atoum. Choisi, par des prêtres selon des critères très stricts (dont un pelage noir), il était vénéré dans le temple d'Héliopolis, et il est momifié et enterré dans une nécropole qui lui est dédiée.
Il est représenté sur les parois des temples et des tombeaux sous la forme d'un taureau portant un disque solaire et un uræus entre les cornes.
Le culte de Mnévis jouait un rôle clé dans la théologie solaire égyptienne. Ce culte perdure jusqu'à l'époque ptolémaïque.
Son nom se transcrit Mer-wer ou Merour.
Les taureaux sacrés d'Égypte antique :
- Apis (Ptah) ;
- Boukhis (Montou) ;
- Mnévis (Rê).

## Note
1. ↑  son bâ.